# 태합기
《태합기》(일본어: 太閤記 たいこうき[*])는 태합의 자리에 오른 도요토미 히데요시의 일대기를 다룬 일본 전기 소설의 총칭이다.
1626년, 일본의 유학자 오제 호안(小瀬甫庵)이 《보암태합기》(甫庵太閤記) 총 20권을 편찬한 것을 시작으로 에도 시대에 걸쳐 여러 판본이 나왔으나 도요토미 정권을 부정한 에도 막부의 영향으로 전기의 유포를 막은 적이 있었다. 그러나 메이지 유신 이후 도요토미 히데요시의 일대기가 널리 알려졌고, 개화와 더불어 요시카와 에이지, 야마오카 소하치, 시바 료타로 등의 현대문학가들도 고전인 《태합기》를 현대적 해석과 문학을 덧붙여 잇달아 출판되었다.
이후로는 영화와 드라마 등 영상화되었고, NHK 대하드라마에서는 1965년 방송된 《태합기》와 1981년 방송된 《여자 태합기》가 있다.